# Камала Чандракирана
Камала (или Нана) Чандракирана (род. 2 октября 1960, Джакарта) — феминистская индонезийская защитница прав на справедливость и демократию. С 2011 года она является членом Рабочей группы ООН по вопросам дискриминации женщин в законодательстве и на практике. Она провела более десяти лет, создавая и обслуживая Национальную комиссию Индонезии по насилию в отношении женщин, основной механизм страны по защите прав женщин. Камала сначала, с 1998 по 2003 год, была генеральным секретарём этой комиссии, затем, с 2003 по 2009 год, председателем. В 2009 году она вместе с другими активистами, учёными и прогрессивными религиоведами стала соучредителем «Мусавы», «глобального движения за равенство и справедливость в мусульманской семье».

## Работа
Чандракирана работала над вопросами женских прав человека, социальной справедливости и демократии более двух десятилетий. Она помогала создавать сети и коалиции, укреплять официальные механизмы защиты прав человека как в Индонезии, так и в Организации Объединённых Наций, а также поддерживала участие активистов в Индонезии, Азиатско-Тихоокеанском регионе и во всем мире.
Во время конфликтного периода 2003—2009 годов в Индонезии Чандракирана возглавляла Национальную комиссию по насилию в отношении женщин, которая документировала серьёзные нарушения женских прав человека, в том числе в Ачехе, Папуа, Посо (Центральный Сулавеси), а также изнасилования в мае 1998 года и убийства 1965 года.
Помимо работы в качестве члена Рабочей группы Организации Объединённых Наций по дискриминации в отношении женщин в законе и на практике, Чандракирана занимала другие должности в системе Организации Объединённых Наций в качестве эксперта по правам человека женщин. Она была членом Азиатско-Тихоокеанской региональной рабочей группы ЭСКАТО-ООН-женщины по женским вопросам, вопросам мира и безопасности. Чандракирана была связана с рядом региональных сетей в Азиатско-Тихоокеанском регионе, включая Азиатско-Тихоокеанский форум по проблемам женщин, права и развития (APWLD), Международную организацию по наблюдению за правами женщин, Азиатско-Тихоокеанский регион (IWRAW AP), Женское собрание Юго-Восточной Азии по АСЕАН и «Мусава», глобальное движение за равенство и справедливость в мусульманской семье.